# Harpagifer kerguelensis
Harpagifer kerguelensis är en fiskart som beskrevs av Nybelin, 1947. Harpagifer kerguelensis ingår i släktet Harpagifer och familjen Harpagiferidae. Inga underarter finns listade i Catalogue of Life.